# Veresî, comună teritorială urbană Jîtomîr, regiunea Jîtomîr
Veresî (în ucraineană Вереси) este o starostwo (în ucraineană старостинський округ, transliterat: starostînskîi okruh) în comună teritorială urbană Jîtomîr, anterior comună în raionul Jîtomîr, regiunea Jîtomîr, Ucraina, formată numai din satul de reședință.

## Demografie
Componența lingvistică a comunei Veresî
     Ucraineană (97,59%)
     Rusă (2,08%)
     Alte limbi (0,33%)
Conform recensământului din 2001, majoritatea populației comunei Veresî era vorbitoare de ucraineană (97,59%), existând în minoritate și vorbitori de rusă (2,08%).